# デュアルスクール
デュアルスクールは、地方と都市の二つの学校が一つの学校のように教育活動を行うことができる徳島県教育委員会が推進する事業である。

## 概要
デュアルスクールとは，地方と都市の2つの学校の行き来を容易にし、双方で教育を受けることができる「新しい学校のかたち」である。
現行の学校教育制度では、2つの学校に籍を置くことは認められていない。そこでデュアルスクールは、「区域外就学制度」を活用することにより、都市部に住民票を置いたまま、保護者の短期居住（数週間程度）にあわせて徳島県の学校に学籍を異動させる。また、1年間に複数回の行き来も可能としている。
地方と都市、双方の教育委員会の間の合意があれば、転校手続を簡略化して、2校間の移動が容易となる。
学籍を異動させているため、受入学校での就学期間も住所地の学校では欠席とならず、受入学校での出席日数として認められる。

## 歴史
2013年に徳島県美波町に初めてサテライトオフィスを開設した、セキュリティ関連ベンチャー企業の代表 吉田基晴が「半X半IT」という新しい働き方を提唱。自身の二拠点居住を継続しつつ、家族生活とを両立させる方法を探った。セキュリティ関連ベンチャー企業のサテライトオフィスがある美波町へ本社を移転し、パブリックベンチャー企業を設立した後、吉田は、児童が都市部と地方両方の自治体の学校を行き来しながら義務教育を受けられる仕組みを着想。吉田から徳島県知事に構想を提言し、しかるべき過程を経た2016年に、徳島県教育委員会による実証事業が開始された。2016年10月に体験者第一号となる東京の1家族が徳島県美波町立日和佐小学校にて開始後、2017年度に他の家族含めた6回、2018年度に4回、2019年度に新たに4回と、これまで累計7家族15回がデュアルスクールを体験した。（2019年11月末時点）

## 目的
地方と都市の交流人口の増加による地方創生と少子化への対応、子どもの豊かな体験機会の提供の視点から、地方と都市の学校を結ぶ教育環境を創造することによって、地方と都市それぞれの良さを体験することで、双方の視点に立った多面的な考え方のできる人材を育成するとともに、「二地域居住」や「地方移住」を促進することを目的としている。

## 実現できること
都市部と地方、双方のニーズに応え、二拠点居住・地方移住を促進する
- 「区域外就学願」の届出により、徳島と都市部の2つの市区町村教育委員会が協議し承認されれば、住民票を異動させずに転校することが可能
- 徳島と都市部の2つの学校が1つの学校のように教育活動を展開し、両校間を１年間に複数回、行き来できる
- 期間や回数は個人の希望に合わせて調整できる
- 徳島県内の受け入れ先小・中学校には、学習進度の違いを調整するための  講師を配置し、児童生徒の学習を支援する
- 住所地の学校と受け入れ市町村内の学校、双方での授業日数が 出席として認められる

## 都市の人々のニーズ
- サテライトワーク等「働き方改革」を実践したい
- 家族での地方移住に向けて「お試し居住」をしてみたい
- 地方の豊かな自然や文化に触れさせることで、 子どもに多様な価値観を持たせたい等

## 地方の人々のニーズ
- 地方と都市の違いに触れることで多様な視点を持たせたい
- 地方だけでは養えない都市部の進んだ感覚を持たせたい
- 都市での生活を経験させることで改めて地方の魅力に気付かせたい等

## 効果
対象児童
- 地方と都市双方で、同じ教室でともに学び交流を体験することで、双方の視点を持つ多様な価値感の醸成

保護者
- 新たな働き方やライフスタイルの実現
- 子どもと過ごす時間の増加
- 将来的な二地域居住や移住に向けての子どもの教育に関する不安の払拭

受入学校・児童生徒
- 新しい人間関係づくりの体験や学校の活性化・地方と都市の違いを知る機会の創出や我が町・我が県の良さの再発見

受入地域
- 交流人口の増加による地域の活性化や移住の促進

## 対象児童・生徒
- 三大都市圏(首都圏・中京圏・近畿圏 等)及び徳島県内の公立小中学校に通学する小学1年生から中学2年生までの児童・生徒
- 保護者と共に市区町村内で生活できる児童・生徒
- 社会や学校の規則・マナーを守り、他の児童・生徒と協力して落ち着いた学校生活を送ることのできる児童・生徒

## 注意点
- 「区域外就学願」の届出により，徳島と都市部の２つの市区町村教育委員会が協議し承認されれば、住民票を異動せずに転校することが可能である。
- 徳島と都市部の二つの学校が一つの学校のように教育活動を展開し、両校間を1年間に複数回、行き来できる。
- 期間や回数は個人の希望に合わせて調整できる。
- 徳島県の小中学校には、学習進度の違いを調整するための教員を配置し、児童生徒の学習を支援する。
- 住所地の学校と受け入れ市町村内の学校、双方での授業日数が出席として認められる。

## 受賞
- 第10回全国知事会 先進政策大賞受賞（平成 29 年度）。これまでの取り組みが地方創生や働き方改革の観点から高く評価され、2017年10月16日、東京で開催された全国知事会主催「第10回先進政策創造会議」において9分野の優秀政策の中からトップとなる「先進政策大賞」を受賞[1]。
- 「2019年トレンド予測」キーワード選出 （株式会社リクルートホールディングス、2018年12月17日発表）[2]。
- グッドデザイン金賞受賞（経済産業大臣賞）。2022年度グッドデザイン賞において、グッドデザイン・ベスト100 およびグッドデザイン金賞（経済産業大臣賞）を受賞

## 事例
デュアルスクールでは、徳島県の豊かな自然の中で身をもって体験する昆虫や植物の観察や、地域の住民の協力を得て実現する歴史や地場産業について学ぶ総合学習する。これら都市部では「特別な行事」になりがちな体験も、気軽により身近なものとして学べる学校生活を、都市部に住みながら試すことができる。
デュアルスクールでは、事例を重ねるごとに「多様な価値観や多角的な視点を育めた」という感想が、利用者から多く聞かれるようになっている。
そして同じ感想は、関わる地元の子どもたちや保護者にも拡がってきている。
デュアルスクールとは、都市部と地方が協力して創る、子どもたちのための貴重な学びの機会だと徳島県は考えている。

### 事例1
例えば「１年に２度の運動会」は、学校生活という日常の中で今までとは少し違う体験ができる象徴的な出来事のひとつである。　
運動会は東京の在籍校では毎年5月に、デュアルスクールで訪れる海陽町の宍喰小学校では毎年9月に行われている。それを見越して利用期間を決め、家族で年2回の運動会を楽しんだというユニークな事例がある。時代とともに多様化するライフスタイルにも寄り添う、新しい学校のかたちの一例である。

### 事例2
多様な価値観を育むもうひとつの日常の事例。美波町立日和佐小学校では2018年末までに6事例、延べ7名の児童を受け入れた。当初地元の子どもたちからは、「東京の方が面白いんじゃないの？どうして来るの？」との疑問の声もあがっていた。子供たちの間では生活の中のちょっとした「当たり前」の中身が違う。異なる環境で育ったため思いがなかなか伝わらず、ムキになってクラスメートとぶつかったこともある。やがて子どもたちは「違うのも当たり前」ということに気づきはじめる。違うこと＝悪いことではなく、新しいものの見方、考え方が身につくチャンスだという捉え方をするようになる。